# Pimpri-Chinchwad
Pimpri-Chinchwad (en marathi : पिंपरी-चिंचवड) est une ville du district de Pune dans l'État de Maharashtra, en Inde. C'est une grande banlieue de Pune. Elle connaît un développement industriel rapide depuis le milieu du XXe siècle.

## Géographie
Pimpri-Chinchwad forme une conurbation avec Pune, située au sud-est. Au recensement de 2011, sa population était de 1 729 359 habitants.  En 2021, elle est estimée à 2 700 000 habitants.

## Histoire
Pimpri-Chinchwad est fondée le 4 mars 1970 par la réunion de quatre gram panchayats des environs de Pune : Pimpri, Chinchwad, Bhosari et Akurdi. Sa population n'est alors que de 82 000 habitants.
En 1982, Pimpri-Chinchwad passe du statut de conseil municipal à celui de corporation municipale. Les premières élections ont lieu en 1986. La municipalité est un fief du Parti du Congrès pendant trente ans, jusqu'à la première victoire du BJP en 2017.

## Économie
Pimpri-Chinchwad est un centre industriel majeur. Son développement a commencé en 1954 avec la fondation de la compagnie pharmaceutique Hindustan Antibiotics (en). La construction automobile est représentée par Bajaj Auto, Tata Motors, Force Motors et Daimler. L'opto-électronique est représentée par Bharat Electronics.

## Transports
Pimpri-Chinchwad est desservie par la ligne 1 du métro de Pune.

## Galerie

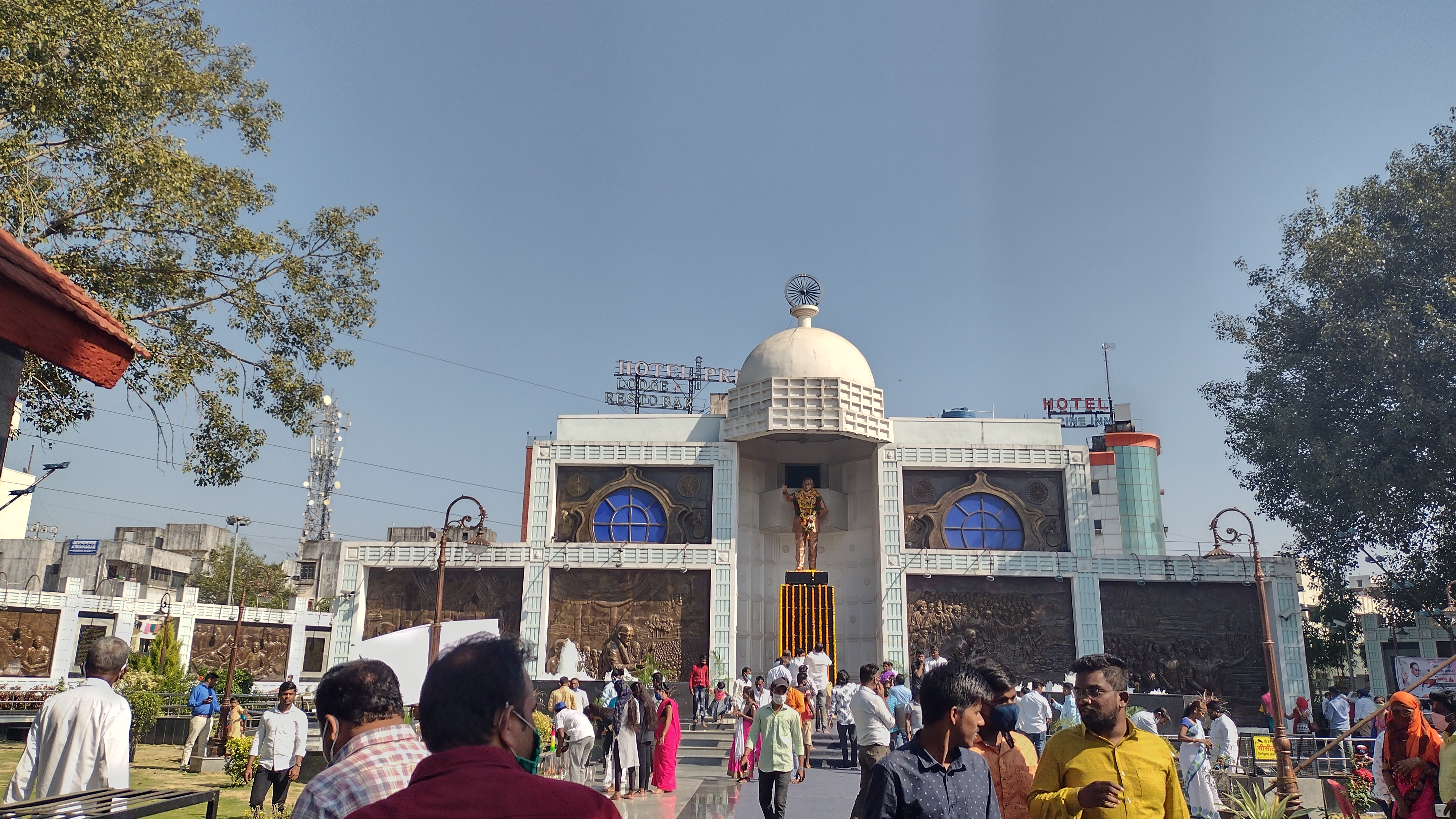
Monument à Babasaheb Ambedkar.
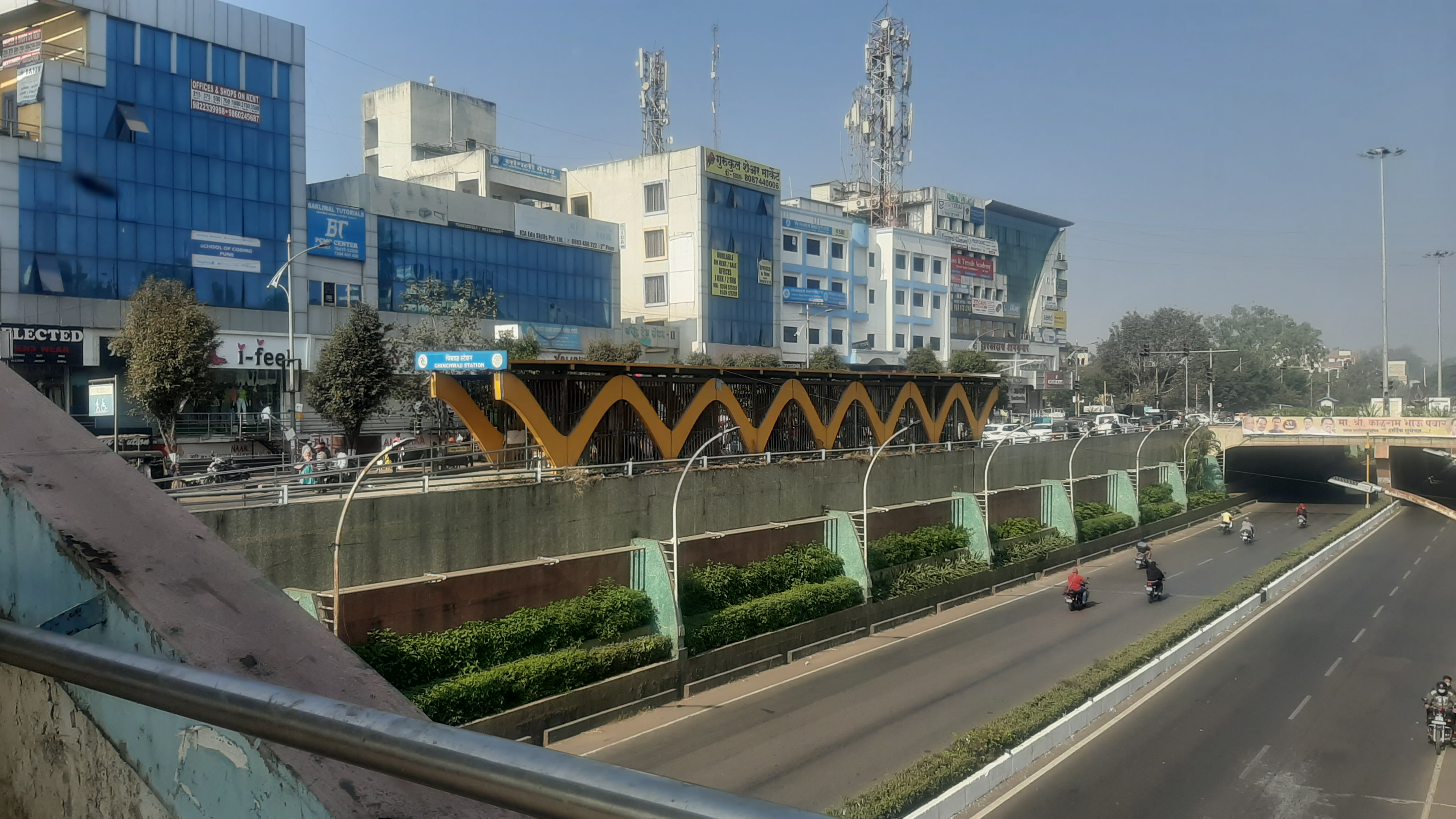
Chinchwad.
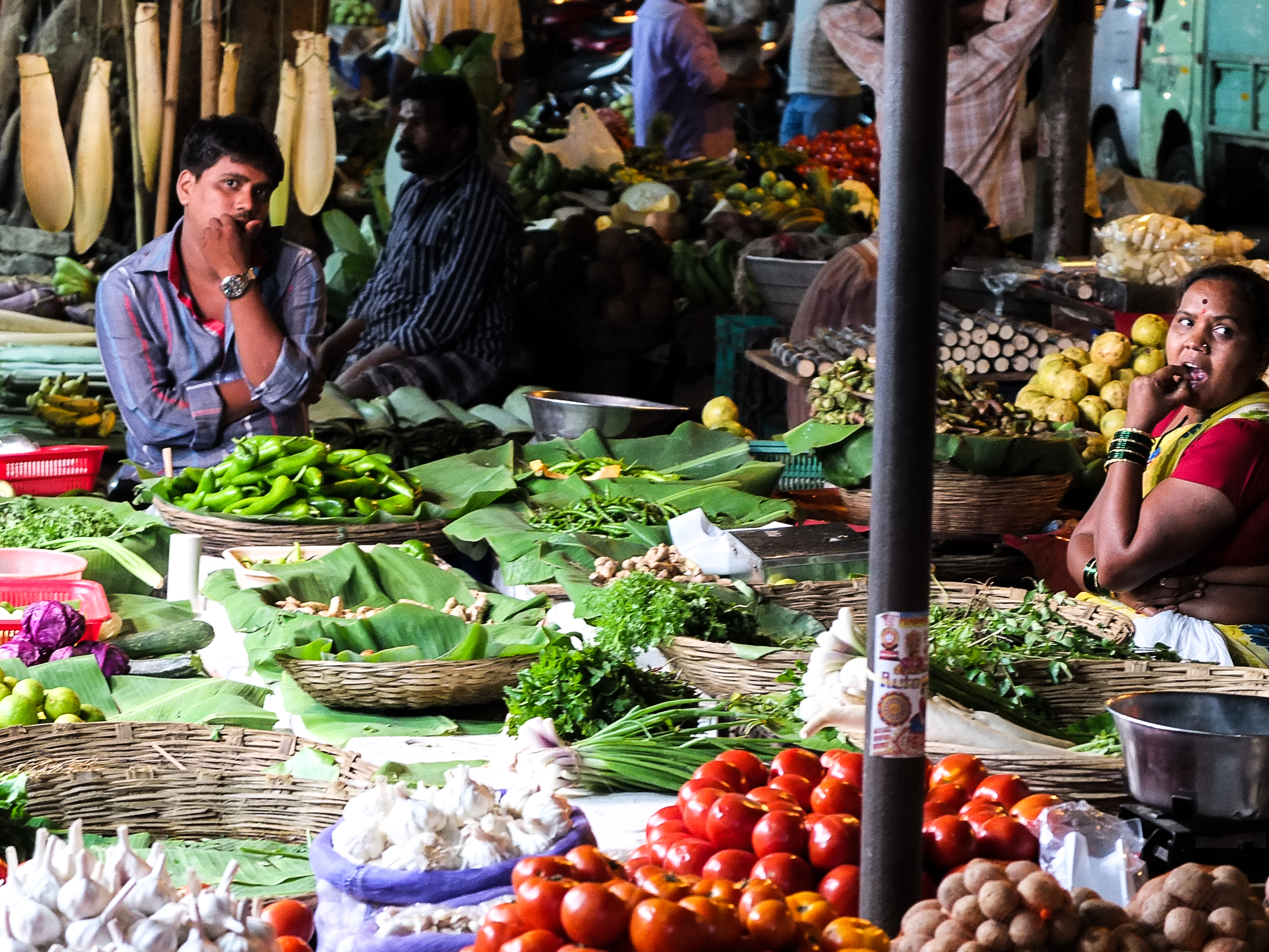
Marché de Chinchwad.
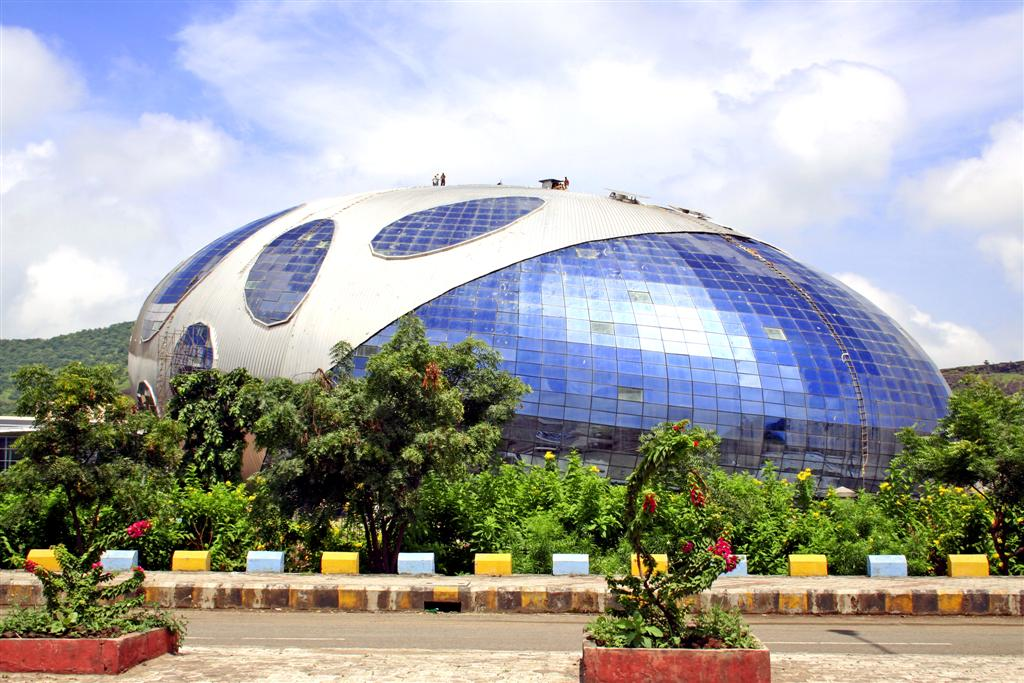
Campus d'Infosys (Hinjawadi).
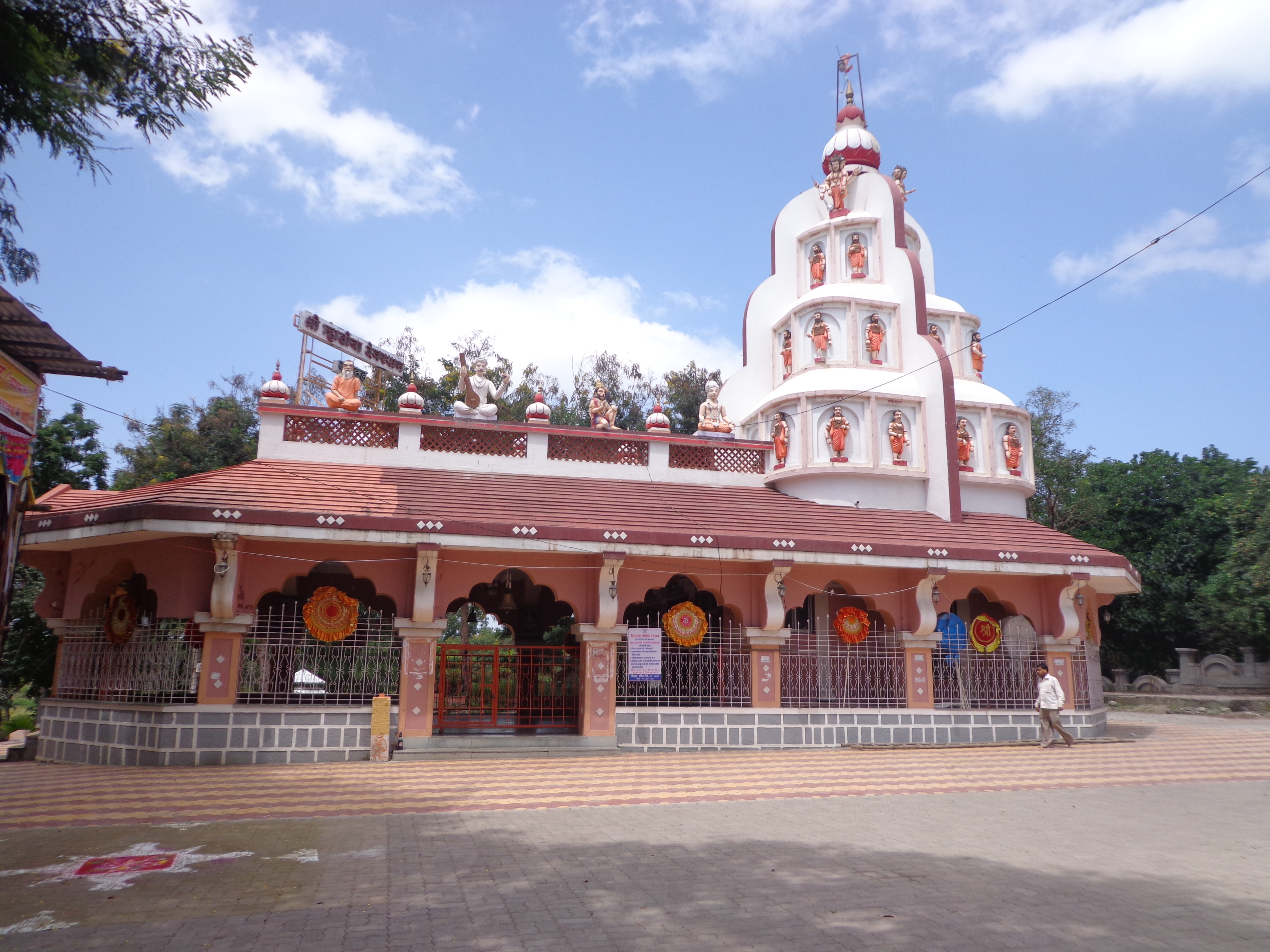
Temple Mahadev (Wakad).
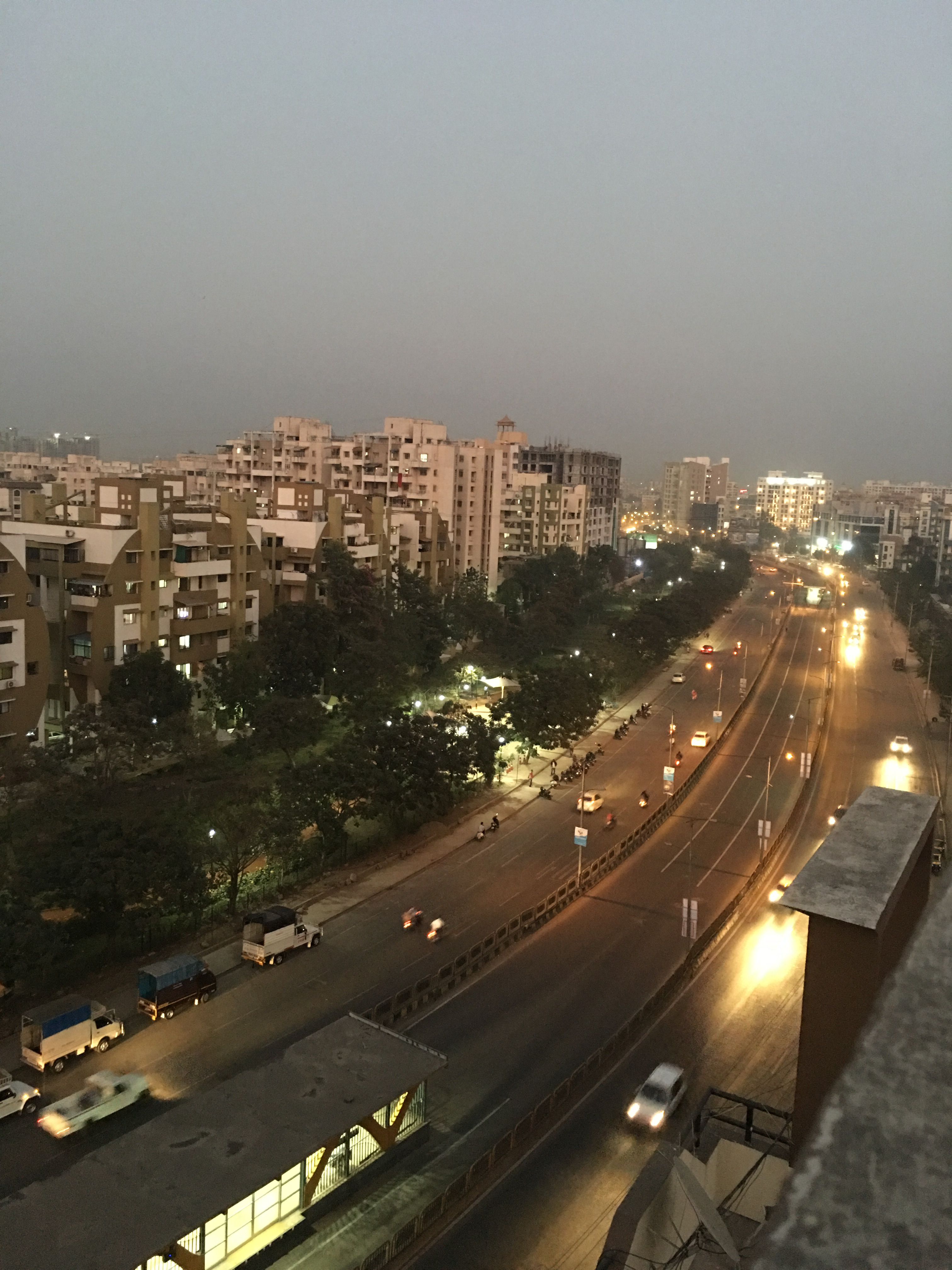
Pimple Saudagar.